# Sosna oścista
Sosna oścista, sosna kolczasta (Pinus aristata Engelm.) – gatunek drzewa iglastego z rodzaju sosna (Pinus) należącego do rodziny sosnowatych (Pinaceae). 
Sosna oścista jest blisko spokrewniona z sosną długowieczną (P. longaeva) oraz z P. balfouriana. Niektórzy botanicy uznają je za różne podgatunki tego samego gatunku, inni wyodrębniają dla nich osobne gatunki, podobieństwo tłumacząc wywodzeniem się od wspólnego przodka. Taksony te odróżniają się głównie obszarem występowania. Sosna oścista występuje na zachodnich obszarach Ameryki Północnej, w Górach Skalistych na terenie stanu Arizona, Kolorado i Nowy Meksyk, P. longaeva w stanach Utah, Nevada i wschodniej Kalifornii, P. balfouriana w Kalifornii. Sosny tych gatunków uważane są za najbardziej długowieczne drzewa na świecie. Szacuje się, że niektóre okazy sosny ościstej dożywają 3000 lat, przeważnie jednak nie przekraczają 1,5 tys. Natomiast egzemplarze P. longaeva znalezione w Górach Białych Ameryki Północnej osiągnęły wiek 3000–4600 lat.

## Morfologia
PokrójDrzewo średniej wielkości, wiecznie zielone. Korony młodych drzewek są regularne, z czasem gałęzie skręcają się i korona dorosłego drzewa przybiera nieregularny kształt.
PieńOsiąga wysokość 5–15 m i średnicę do 1,5 m. Kora szara lub szarobrązowa, gładka, u starszych drzew spękana, gruba przy podstawie.
LiścieIgły zebrane w pęczki po 5, sztywne i mocne, długości 2–4 cm, grubości 0,8–1 mm, ciemnozielone lub sinozielone, gęsto porastające pęd. Igły niebiesko-zielone, pokryte charakterystycznymi białymi kroplami żywicy.
SzyszkiSzyszki męskie jajowate, długości 10 mm, niebieskawe do czerwonych. Szyszki nasienne prawie siedzące, cylindryczno-jajowate, o długości 5–10 cm (6–11 cm), zamknięte o szerokości 3–4 cm, otwarte o szerokości 4–6 cm. Początkowo purpurowe, dojrzewając płowieją. Łuski cienkie i delikatne. Tarczki posiadają silnie wydłużone, zagięte ku wierzchołkowi, ościste wyrostki długości 4–8 mm. Nasiona długości 5 mm, opatrzone skrzydełkiem długości 10–20 mm.

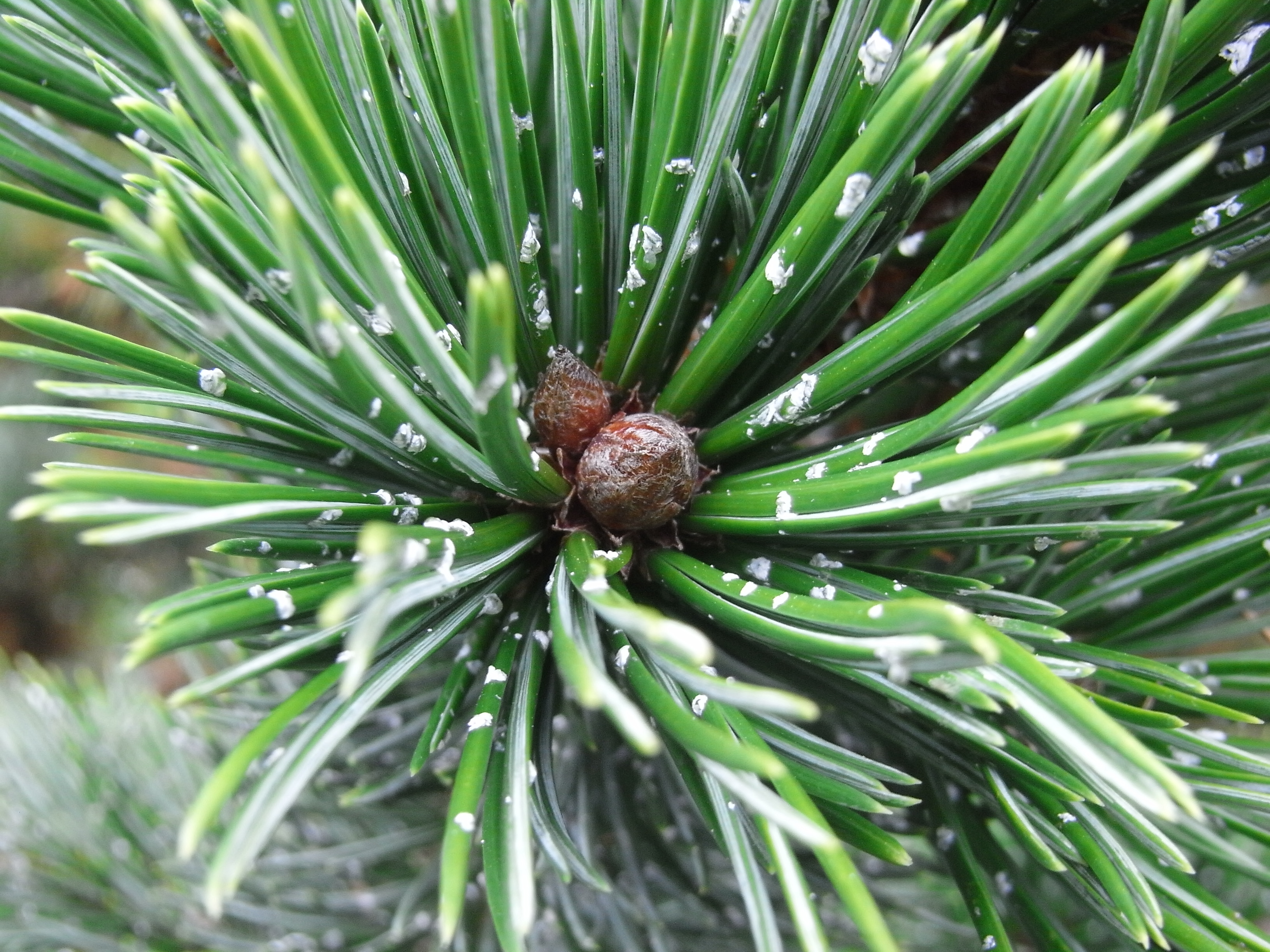
Pęd, igły z kroplami żywicy
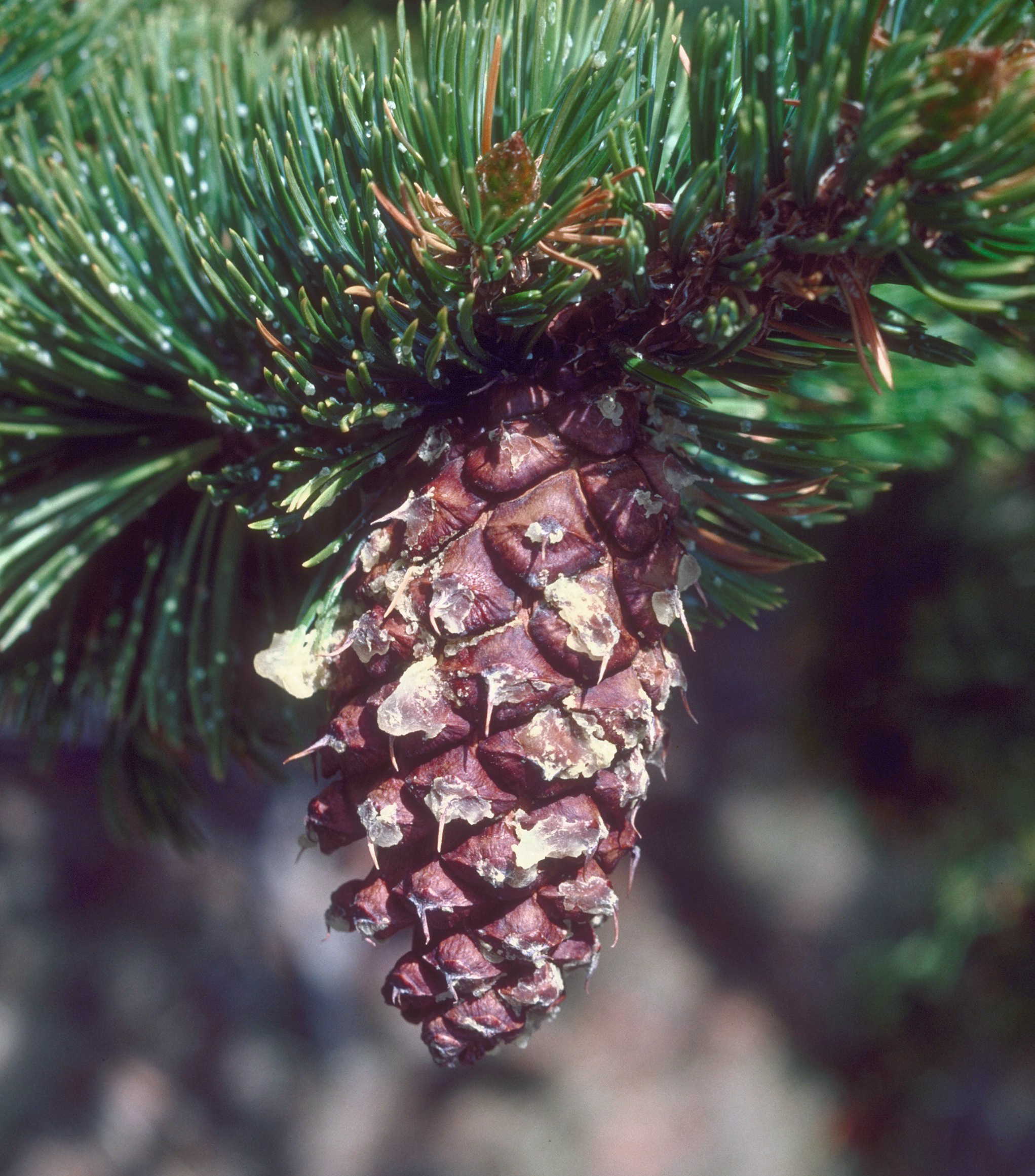
Zamknięta szyszka
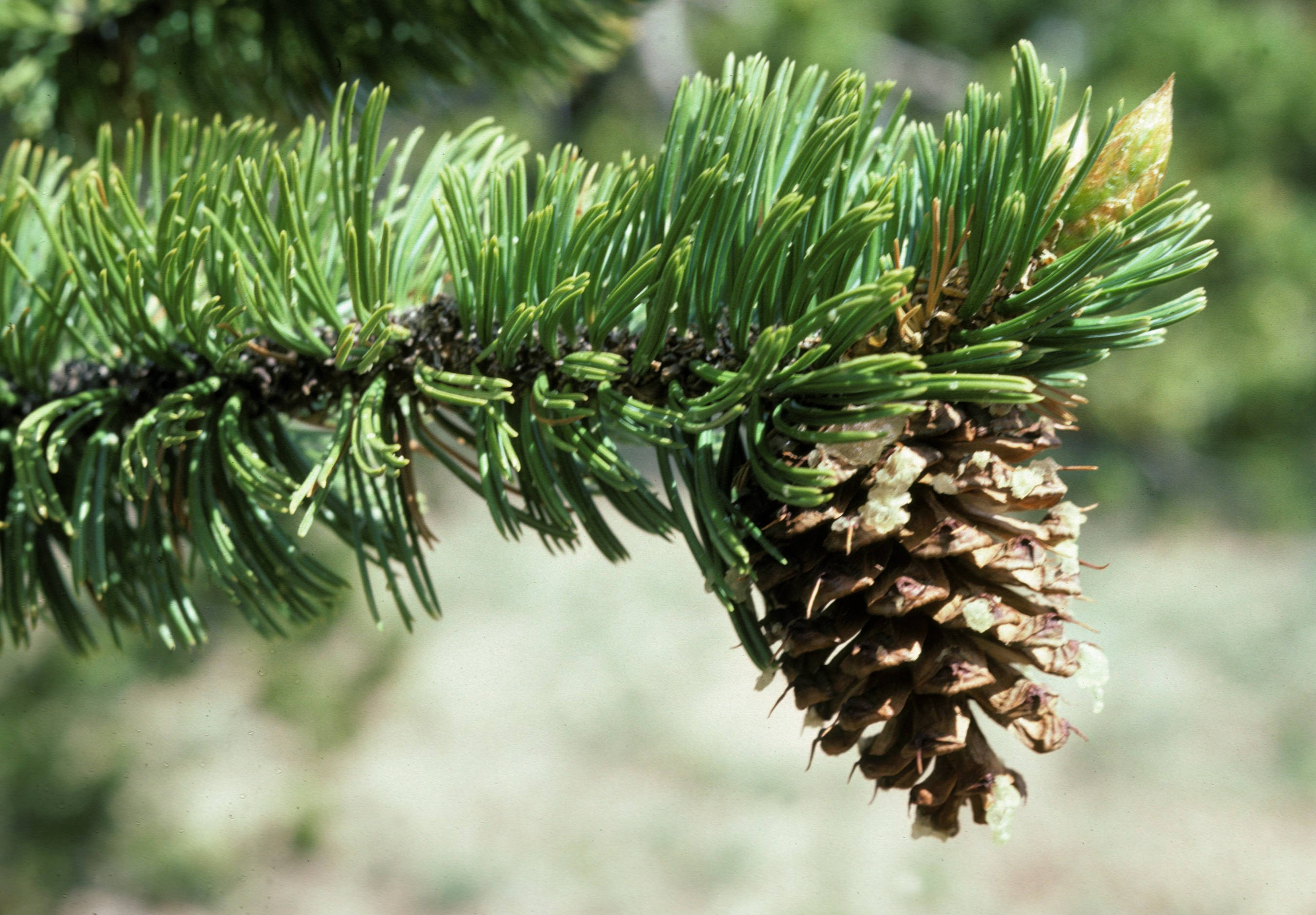
Otwarta szyszka

Gatunki podobneSosna długowieczna, P. balfouriana. Sosna oścista ma liście zazwyczaj węższe i ostrzej zakończone niż s. długowieczna i P. balfouriana.

## Biologia i ekologia
Drzewo wolno rosnące. Szyszki dojrzewają i otwierają się po 18 miesiącach od zapylenia. Nasiona uwalniane są zaraz po otwarciu szyszki, rozsiewane przez wiatr. Igły pozostają na drzewie 10–17 lat.
Gatunek wysokogórski (2500–3700 m n.p.m.), rośnie w strefie górnej granicy lasu, na silnie nasłonecznionych i odsłoniętych zboczach, o skalistym, jałowym podłożu. Drzewo odporne na niskie temperatury oraz susze. W USA rośnie w klimacie, w którym podczas zimy temperatury spadają poniżej –40 °C.
Sosna oścista jest gospodarzem rośliny pasożytniczej Arceuthobium microcarpum (pasożyt pędowy). Zainfekowane są populacje w północnej Arizonie.

## Systematyka
Pozycja gatunku w obrębie rodzaju Pinus:
- podrodzaj Strobus
  - sekcja Parrya
    - podsekcja Balfourianae
      - gatunek P. aristata

## Zagrożenia
Międzynarodowa organizacja IUCN umieściła ten gatunek w Czerwonej księdze gatunków zagrożonych, przyznając mu kategorię zagrożenia LR/nt (lower risk/near threatened), uznając go za gatunek o podwyższonym ryzyku wyginięcia. Po ponownej ocenie w 2012 r. klasyfikację zmieniono na LC (least concern) uznając sosnę ościstą za gatunek najmniejszej troski, o niskim ryzyku wymarcia.

## Zastosowanie
Drzewo ozdobne, w Polsce sadzone w parkach i ogrodach botanicznych.